# Sam Barrington
Samuel Kofi Barrington (* 5. Oktober 1990 in Orlando, Florida) ist ein ehemaliger US-amerikanischer American-Football-Spieler in der National Football League (NFL). Er spielte als Inside Linebacker für die Green Bay Packers, die Kansas City Chiefs und die New Orleans Saints.

## College
Barrington besuchte die University of South Florida und spielte für deren Team, die Bulls, College Football. In 49 Partien konnte er insgesamt 258 Tackles setzen.

## NFL

### Green Bay Packers
Barrington wurde beim NFL Draft 2013 von den Green Bay Packers in der 7. Runde als 232. von insgesamt 254 gedrafteten Spielern ausgewählt. In seiner Rookie-Saison kam er in sieben Spielen in den Special Teams zum Einsatz, bevor er sich eine schwere Muskelverletzung zuzog und die Spielzeit beenden musste. Im folgenden Jahr kam er auch in der Defense zum Einsatz. Die Spielzeit 2015 war für ihn wegen einer Knöchelverletzung bereits nach einem Spiel zu Ende, vor Beginn der Regular Season 2016 wurde er dann ausgemustert.

### Kansas City Chiefs
Am 4. September 2016 wurde er von den Kansas City Chiefs verpflichtet, bestritt für sie zwei Spiele und wurde wieder entlassen.

### New Orleans Saints
Am 9. November 2016 nahmen ihn die New Orleans Saints unter Vertrag, um ihre notorisch schwache und von zahlreichen Ausfällen geplagte Defense zu verstärken.

### Buffalo Bills
Am 25. Juli 2017 verpflichteten ihn die Buffalo Bills. Knapp vor Beginn der Regular Season 2017 wurde Barrington wieder entlassen.